# Norbert Mészáros
Norbert Mészáros (* 19. August 1980 in Pápa) ist ein ungarischer Fußballspieler in der Innenverteidigung und im Mittelfeld. Er spielte fast 15 Jahre für Debreceni Vasutas SC.

## Karriere
Mészáros spielte in seiner Jugend bei seinem Heimatverein Pápai Perutz FC. 2002 wurde er vom ungarischen Erstligisten Dunaújváros FC verpflichtet. Nach dem Abstieg in die zweite Liga wechselte er 2003 zum BKV Előre SC, der ebenfalls in der zweiten Liga spielte. Dort schoss Mészáros in 17 Spielen drei Tore. Noch im selben Jahr ging er zum Erstligisten Bodajk FC Siófok. Nach einer Saison verpflichtete der FC Energie Cottbus ihn. In Cottbus kam er auf 24 Einsätze und zwei Tore. 2005 kehrte Mészáros in sein Heimatland zurück und schloss sich dem Debreceni Vasutas SC an, wo er bis 2016 blieb. In dieser Zeit spielte er 217-mal und erzielte dabei acht Treffer. Er gewann mit dem Debreceni Vasutas SC sechsmal den Meistertitel und viermal den Landespokal.
2009 war Mészáros erstmals im Kader der ungarischen Fußballnationalmannschaft. Am 1. Juni 2012 debütierte er in einem Freundschaftsspiel gegen Tschechien. Anschließend wurde Mészáros auch mehrmals in der Qualifikation für die Fußball-Weltmeisterschaft 2014 eingesetzt.